# Iluzja (film 2013)
Iluzja (ang. Now You See Me) – francusko-amerykański thriller z 2013 roku.

## Zarys fabuły
Istniejąca od wieków tajna organizacja OKO zbiera ekipę najbardziej utalentowanych, obdarzonych niezwykłymi umiejętnościami iluzjonistów i powierza im cel, którego nikt dotąd nie miał odwagi się podjąć. O grupie robi się głośno po spektaklu, podczas którego rabują bank znajdujący się na innym kontynencie, a miliony przelewają na konta ludzi obecnych na widowni. Tropem iluzjonistów rusza agent FBI, przekonany, że za ich działalnością musi kryć się coś więcej. Nie jest on jedynym człowiekiem, który chce poznać tajemnicę grupy, która przygotowuje się do realizacji bezprecedensowego planu.

## Obsada
- Jesse Eisenberg jako J. Daniel Atlas
- Mark Ruffalo jako Dylan Rhodes
- Woody Harrelson jako Merritt McKinney
- Isla Fisher jako Henley Reeves
- Dave Franco jako Jack Wilder
- Mélanie Laurent jako Alma Dray
- Morgan Freeman jako Thaddeus Bradley
- Michael Caine jako Arthur Tressler
- Michael Kelly jako Agent Fuller
- Common jako Evans
- David Warshofsky jako Cowan
- José Garcia jako Etienne Forcier
- Jessica Lindsey jako Hermia
- Caitriona Balfe jako Jasmine Trassler
- J. LaRose jako Willy Mears
- Conan O’Brien jako on sam

## Odbiór
W agregatorze Metacritic średnia ocen filmu z 35 recenzji wyniosła 50 na 100, a w serwisie Rotten Tomatoes 49% ze 152 recenzji uznano za pozytywne.